# Itaitinga (calciatore)
Cleilton Monteiro da Costa, meglio noto come Itaitinga (Itaitinga, 14 ottobre 1998), è un calciatore brasiliano, attaccante del Sion II.

## Caratteristiche tecniche
È un centravanti.

## Carriera
Dopo aver militato nelle serie inferiori del calcio brasiliano con Tiradentes-CE e Fortaleza, nel 2018 è passato al Sion. Viene aggregato alla formazione Under-21, ma fa il suo debutto in prima squadra il 27 settembre dello stesso anno nel match perso 1-2 contro lo Zurigo, partita in cui mette anche a segno il suo primo gol tra i professionisti. Nel 2019 viene aggregato stabilmente in prima squadra.
Nel gennaio del 2021 viene ceduto in prestito semestrale al Pau, in Ligue 2.

## Palmarès

### Club

#### Competizioni nazionali
- Challenge League: 1

Sion: 2023-2024